# Grandee

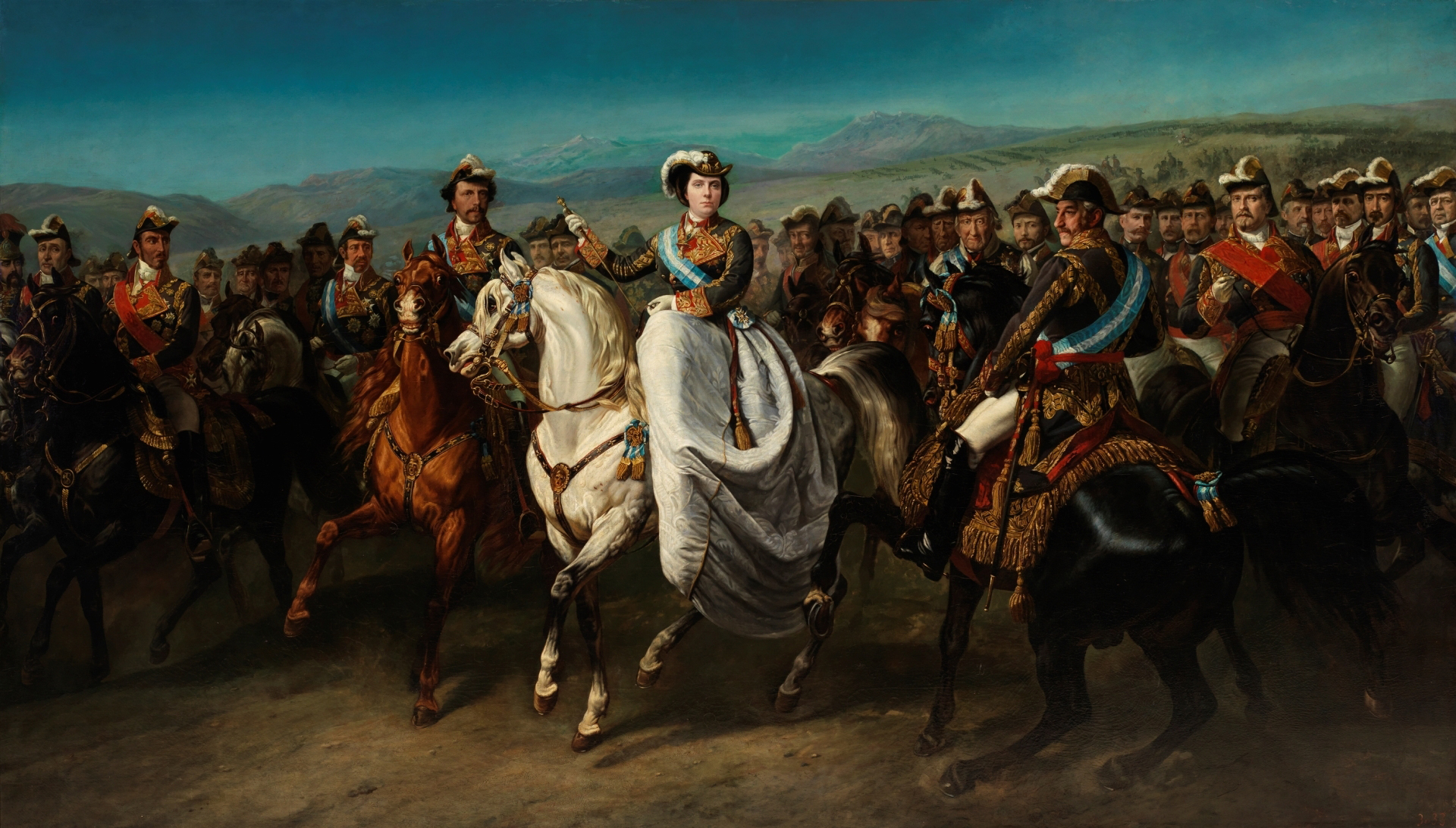
Chân dung cưỡi ngựa của Nữ vương Isabel II, chồng bà Francisco de Asís của Tây Ban Nha (trái) và Infante Francisco de Paula (phải) với chính khách và sĩ quan quân đội quan trọng nhất của Tây Ban Nha vào thời điểm đó, nhiều người trong số họ là Grande của Tây Ban Nha, tranh vẽ bởi Charles Porion, 1862

Grandee (tiếng Tây Ban Nha: Grande de España) là một tước hiệu quý tộc chính thức được phong cho một số quý tộc Tây Ban Nha. Những người nắm giữ phẩm giá này được hưởng những đặc quyền tương tự như của quý tộc Pháp trong Ancien Régime, mặc dù ở cả hai quốc gia Tây Ban Nhà và Pháp, họ đều không có vai trò chính trị hiến pháp quan trọng mà Viện Quý tộc trao cho Đẳng cấp quý tộc Anh, Đẳng cấp quý tộc Đại Anh và Đẳng cấp quý tộc Vương quốc Liên hiệp Anh. Tuy nhiên, một "Grandee Tây Ban Nha" được hưởng những đặc quyền xã hội lớn hơn so với những quyền lực tương tự khác ở châu Âu.
Ngoại trừ Công tước xứ Fernandina, tất cả các Công tước Tây Ban Nha đều tự động được gắn vào Grandeeship, tuy nhiên chỉ có một số hầu tước, bá tước, tử tước, nam tước và lãnh chúa nhận được vinh dự này. Một quý tộc có thể là Grandee của Tây Ban Nha nhiều lần, vì các Grandeeship được gắn liền, ngoại trừ một số trường hợp, với một tước hiệu chứ không phải một cá nhân. Những Grandee như vậy với nhiều hơn một tước hiệu, đáng chú ý bao gồm Nữ công tước xứ Medinaceli hiện tại và Công tước xứ Alba, lần lượt là Grandee 10 và 9 lần. Tất cả con trai và con gái của Infante cũng là Grandee.
Theo Hiến pháp Tây Ban Nha năm 1876, có hiệu lực đầy đủ cho đến năm 1923, các Grandee của Tây Ban Nha cũng có thể là thượng nghị sĩ por derecho propio ("theo quyền riêng của họ"), cùng với các tổng giám mục và các cấp bậc quân sự hàng đầu.
Tính đến năm 2018, Grandeeship có tổng cộng 417 trong số 2.942 tước hiệu còn tồn tại ở Tây Ban Nha (khoảng 14%) trong đó có 153 Công tước, 142 Hầu tước, 108 Bá tước, 2 Tử tước, 2 Nam tước, 3 Lãnh chúa và 7 Đại quý tộc cha truyền con nối không có tước hiệu kèm theo. tàu Grandeeship. Mặc dù mất đặc quyền pháp lý cuối cùng vào năm 1984, khi quyền sở hữu hộ chiếu ngoại giao và quyền miễn trừ bị thu hồi đối với tất cả các Grandees của Tây Ban Nha, họ vẫn được hưởng một số đặc quyền nghi lễ nhất định. Tất cả các Grandee đều có quyền được bảo vệ trước sự hiện diện của Vua Tây Ban Nha, cũng như được ông gọi là primo (anh em họ), một đặc quyền bắt nguồn từ thế kỷ XVI, khi hầu hết các Grandee đều là họ hàng gần của quân chủ.
Bên ngoài Tây Ban Nha, thuật ngữ này có thể đề cập đến những người khác có vị trí cao quý, có thể so sánh được, gần đồng nghĩa với ông trùm; trước đây là một cấp bậc quý tộc cao (đặc biệt là khi nó mang lại một ghế trong quốc hội cho người nắm giữ). Bằng cách mở rộng, thuật ngữ này có thể đề cập một cách không chính thức đến bất kỳ cá nhân quan trọng nào có địa vị cao, đặc biệt là những người giàu có, cư trú lâu năm trong một khu vực. Ở Vương quốc Anh, thuật ngữ này hiện đang được sử dụng một cách không chính thức đối với các thành viên có ảnh hưởng và lâu năm của Đảng Bảo thủ, Công Đảng Anh và Đảng Dân chủ Tự do, và có ý nghĩa cụ thể hơn trong quá khứ.